# Companhia Genebrina dos Tramways Elétricos

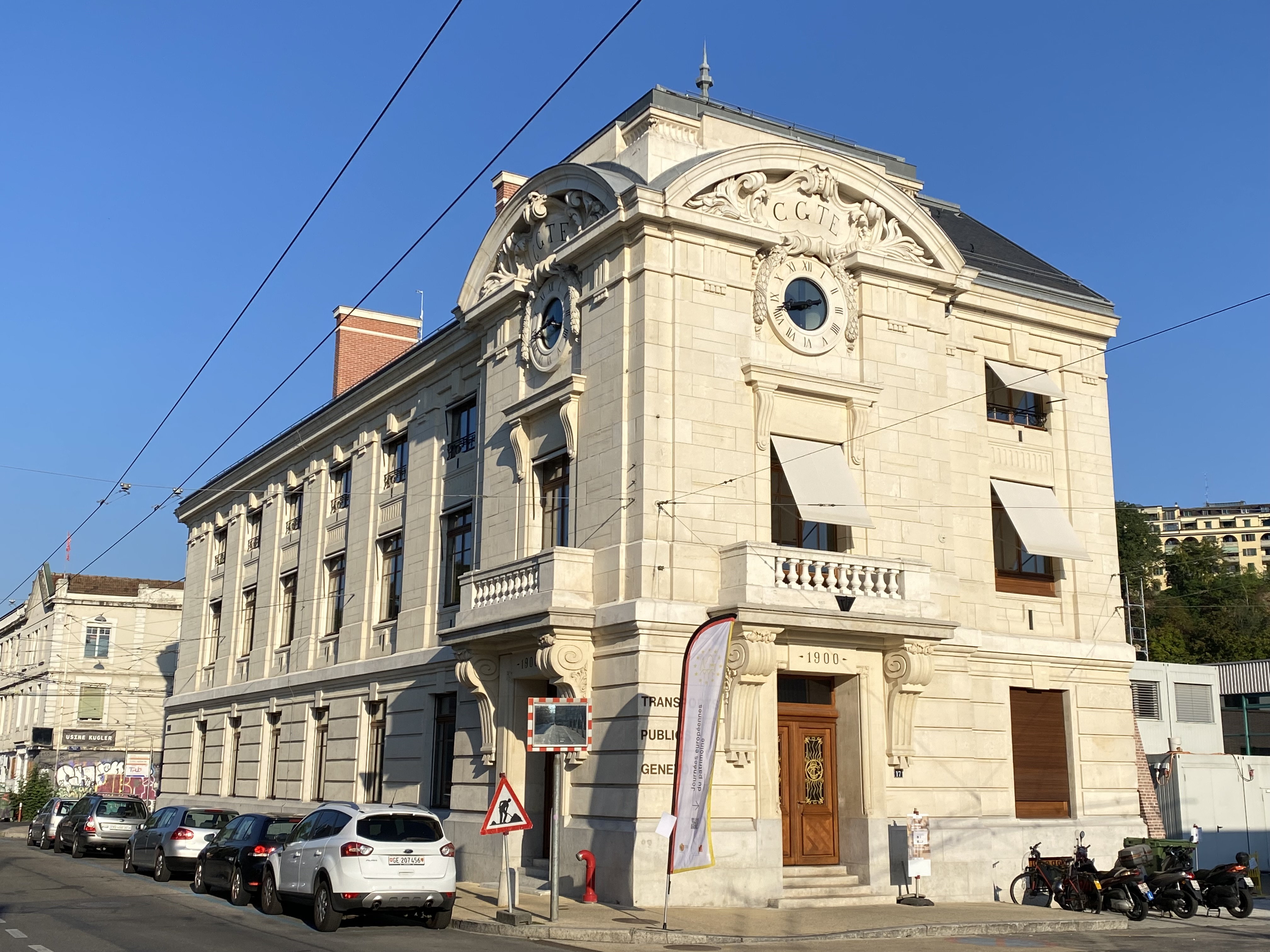
Sede da CGTE na La Jonction

A Companhia Genebrina dos Tramways Eléctricos (CGTE) (em francês:  Compagnie Genevoise des Tramways Electriques) foi fundada em 1900 em Genebra na Suíça com a fusão da Compagnie générale des tramways suisses (TS) e da Société genevoise des chemins de fer à voie étroite (VE) e cujos veículos foram os ónibus ("omnibus" segundo a grafia da época), aos quais se seguiram os a vapor antes que aparecessem os "nossos" carros eléctricos.

## Origens da CGTE
A fusion das duas companhias existentes (TS e VE) não se concretizou nos últimos anos do século XIX. Foi uma terceira que apareceu, a Compagnie Genevoise des Tramways Electriques (CGTE), enquanto que sociedade privada fundada a 11 de Agosto de 1899. Graças a um capital importante para a época de 5 milhões de francos, ela absorve os TS a 1 de Dezembro de 1900 e os VE exactamente um ano mais tarde. O Genebra-Veyrier escapa a esse unificação e continua independente.
Desde início a companhia quis impor-se frente à concorrência pelo que oferecia uma rede completamente electrificada com 20 km de via normal da TS)e 76 km à via estreita, ainda explorada a vapor de VE. Atendendo à proporção das vias existantes (4/5e), foi a via métrica a que foi escolhida para uniformizar a rede. A CGTE construiu um grande depósito-oficina em La Jonction.
O maior número de quilómetros das linhas  da CGTE foi atingido em fins de 1903 com 125 560 km e passou a 123 646 en 1909 depois da desmontagem da efémera linha da Vieille Ville de Genève.

### História
A Associação Genebrina do Museu dos Tramways (AGMT) foi fundada a 20 de Janeiro de 1973 por oito amadores de tramways que tentaram fazer um "Adeus aos velhos eléctricos" o que ocasionou uma afluência de mais de 250 pessoas, numero de longe superior às expectativas, e a subsequente preparação de dois conjuntos (Be 4/4 67 + Bi 361 et Be 4/4 69 + Bi 363  (para respectiva imagem).
A CGTE desaparece em 1977 quando foi substituída, em sequência de uma iniciativa popular para a criação de uma estabelecimento público cantonal de direito civil (em francês:  régie), pelos Transportes públicos de Genebra (TPG).

## Antecedentes

Rondeau de Carouge

### 1833, o tempo dos omnibus
Neste ano aparecem os transportes públicos em Genebra coma a abertura da primeira linha regular de omnibus entre a Place Neuve e o Rondeau de Carouge. Tendo começado com transporte de hora-a-hora, rapidamente passa circular cada meia hora, e os primeiros omnibus são carruagens de quatro lugares tirados por um ou vários cavalos.

### 1862, o tempo dos tramways hipomóveis
A procura cada vez superior e a capacidade muito reduzida dos omnibus obriga encontrar nova solução que será a dos tramways tirados por cavalos, os tramways hipomóveis e com a passagem da rua aos trilhos.

### 1878, o tempo dos tramways a vapor
De novo a capacidade fez falta e com a industrialização a TS efectua os primeiros testes com este tipo de locomoção que se generalizará mais tarde entre Carouge – Chêne-Bougeries.

### 1894, o tempo dos tramways eléctricos
Foi em 1881 que apareceram os primeiros carros eléctricos no mundo, em Berlim, mas é preciso esperar por 1888 para ver circular o primeiro tram eléctrico na Suíça, na ligne Vevey – Territet.
A partir de 1882 pensa-se em criar uma linha eléctrica em Genebra entre  Petit-Saconnex – Champel mas faltará esperar uns anos antes que o eléctricos apareçam em Genebra 

## O princípio do fim
O maior número de quilómetros das linhas  da CGTE foi atingido em fins de 1903 com 125 560 km e depois começou o inexorável declínio dos carros eléctricos, não só em Genebra mas de uma maneira geral em toda a Europa. Durante um certo tempo os autocarros e o trolleybus ganharam as cidades para só nos anos 1900 começarem a aparecerem de novo, principalmente ao número excessivo de automóveis nas cidades, os trilhos que haviam sido arrancados 100 anos em antes para de novo deixarem passar eléctricos ou "a novidade" o Metro de superfície.  

### 1928, o tempo dos primeiros autocarro
Os autocarros (o simples, bus) são como o sinal do lento declínio dos tramways, pois com um certo número de linhas no campo deficitárias, aparecem as grandes dificuldades financeiras dos  anos 1920-1930. A situação toma tal proporções que a companhia pede empréstimo bancário em francês:  sursis concordataire em 1924, depois que da recusa do cantão de Genebra ter recusado um aumento das tarifas. 

### 1942, o tempo dos primeiros trolleybus
O período 1941–1949 é marcado por um aumento do tráfico de passageiros que leva a certas modificações da rede tais como a da introdução dos trolleybus na mesma linha das do tram

### 1950–1969
O declínio é enorme nesta época com a utilização e democratização do automóvel. O desenvolvimento demográfico implica o alargamento da periferia da cidade, a criação de novas "cidades" fora da cidade e um aumento importante do trânsito, principalmente privado, com a diminuição rápida do tramway nessa altura considerado como fora de moda.

### 1977, nascem os TPG
É no 1ro de Janeiro de 1977 que a sociedade anónima CGTE-Compagnie Genevoise des Tramways Electriques foi tomada pelos Transports Publics Genevois (TPG), um estabelecimento público autónomo e empresa de direito público cantonal.

### 2012
Os TPG e Genebra celebra os 70 anos de trolleybus e os 150 anos de tramways

## Frota
Actualmente, Fevereiro de 2014, a frota era composta  por  (para imagem respectiva):
- Automotoras Be 4/4 66 e  67
- Automotora Be 2/2 125
- Automotora Be 4/4 729
- Reboque B 308
- Reboque Bi 363
- Limpadora de neve X 603
- Automotora Be 2/4 80

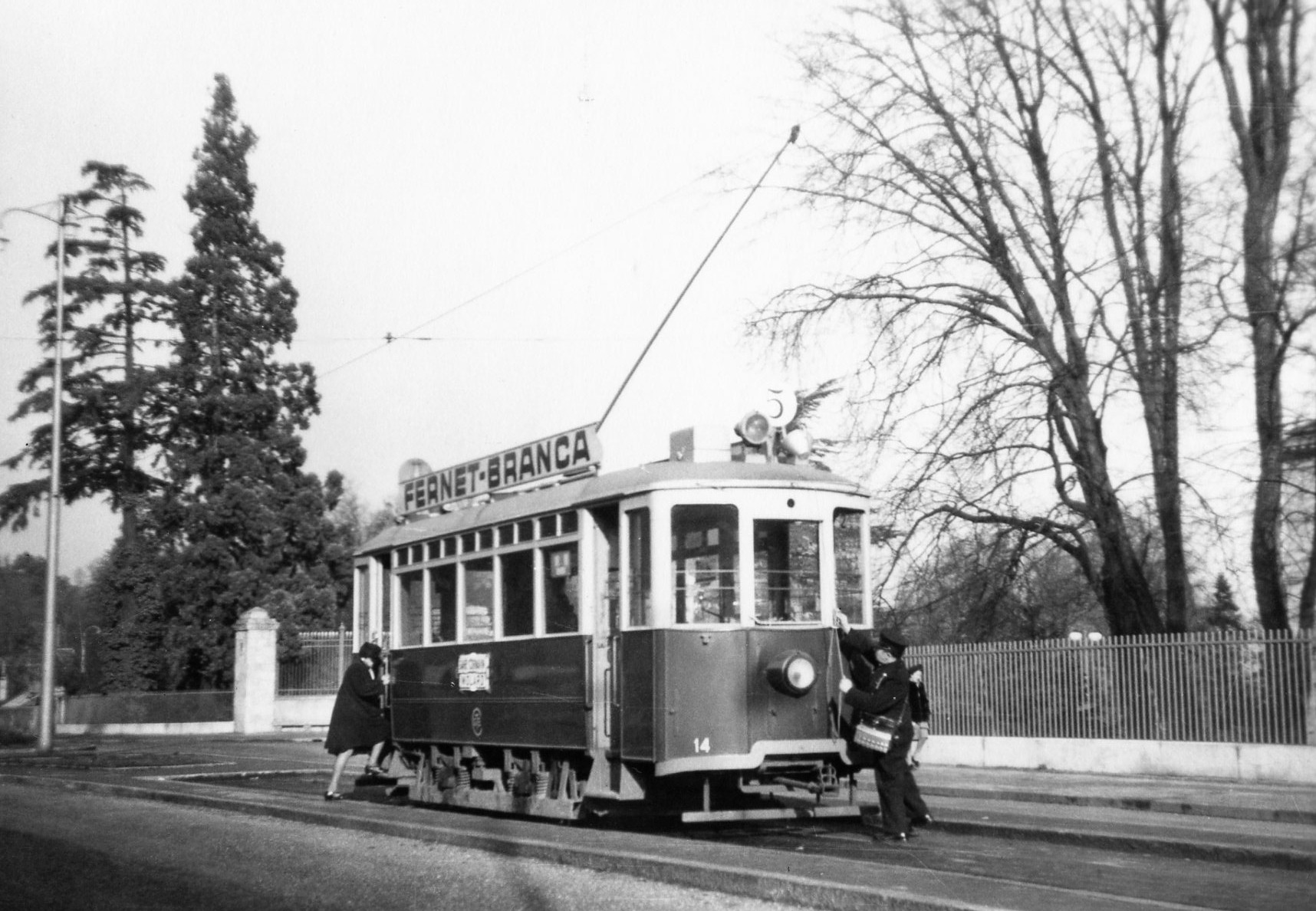
N° 14 no Jardim botânico
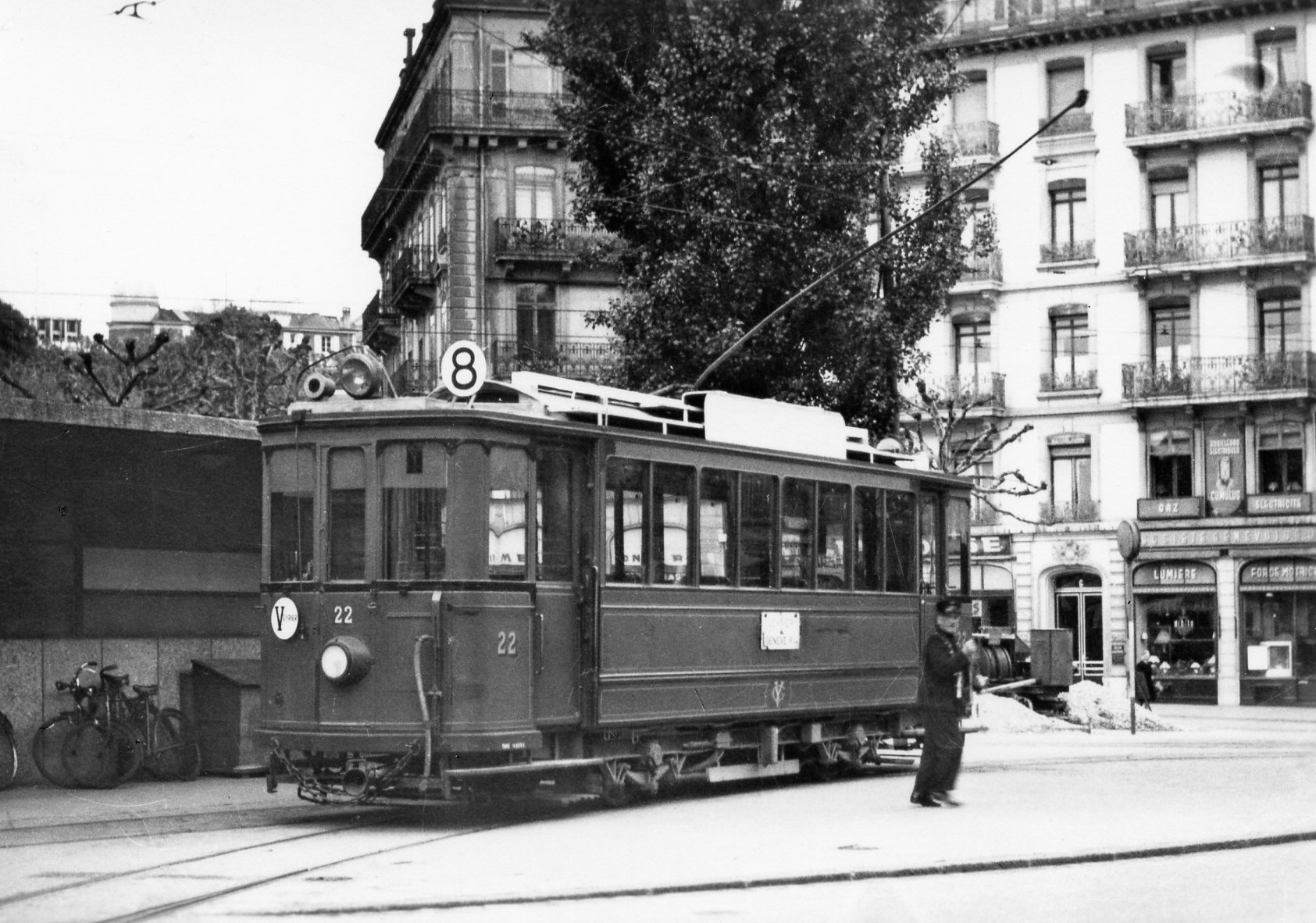
N° 22 à Rive
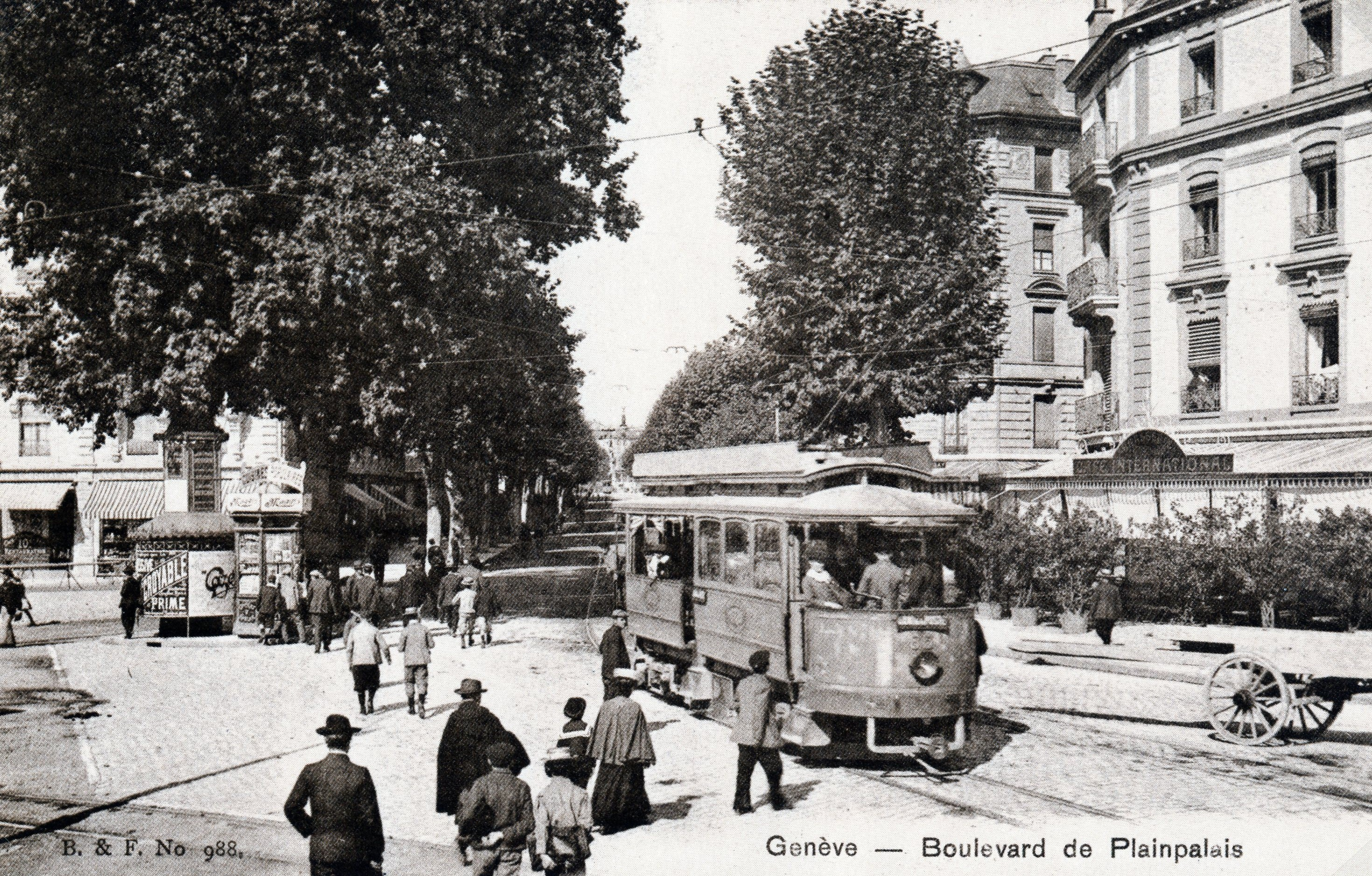
N° 66 na Place du Cirque
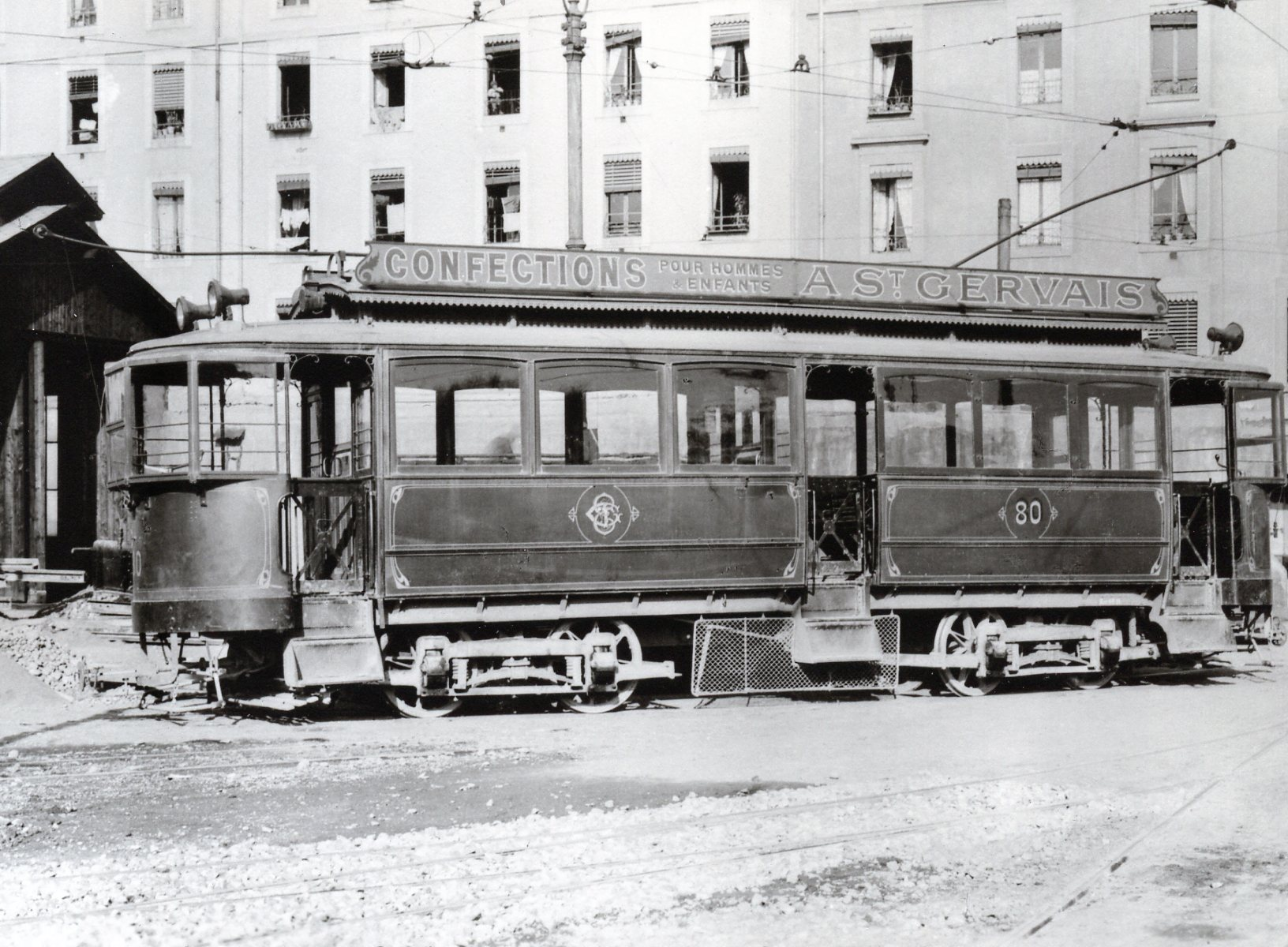
N° 80 no armazem da La Jonction
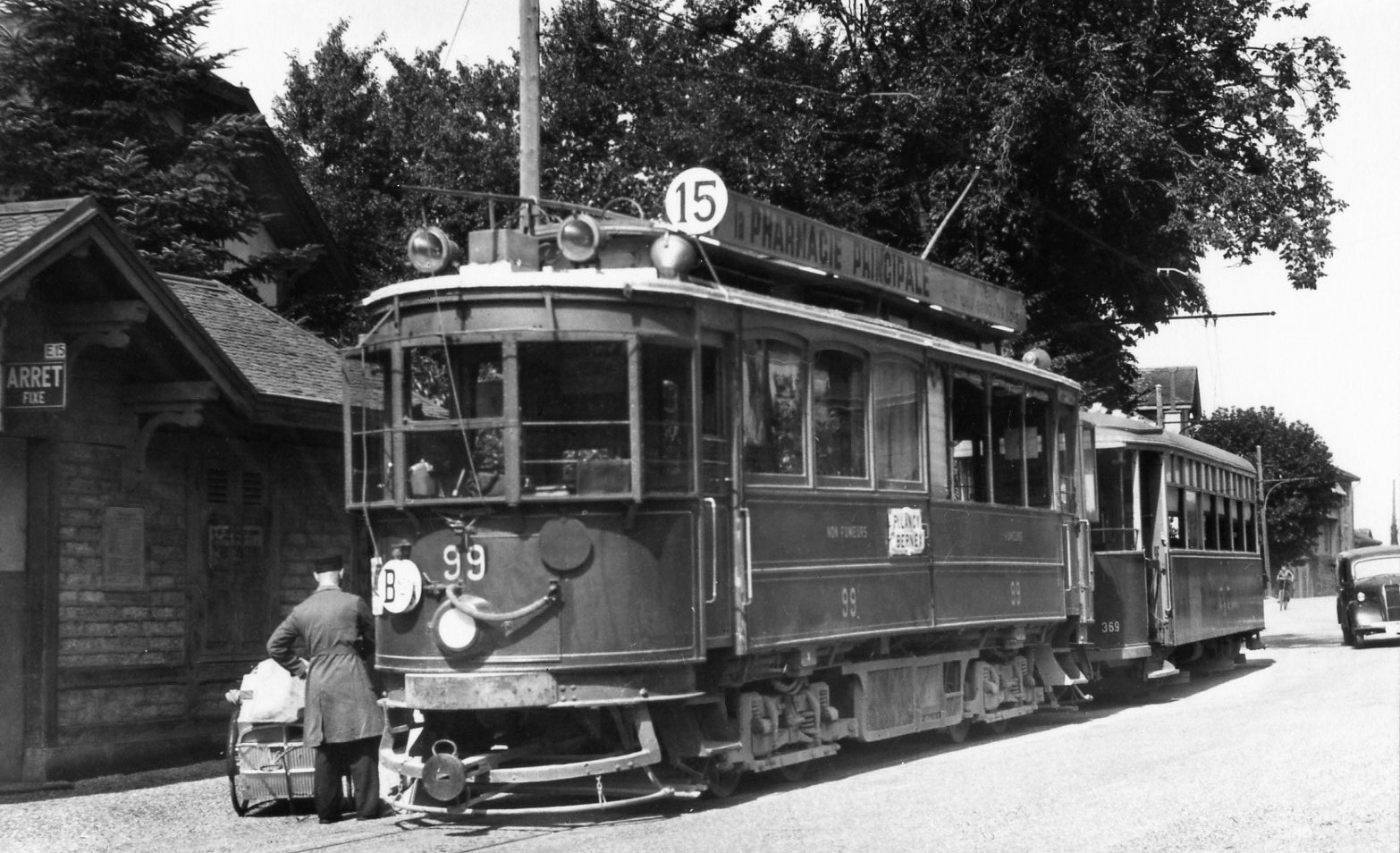
N° 99 em Bernex
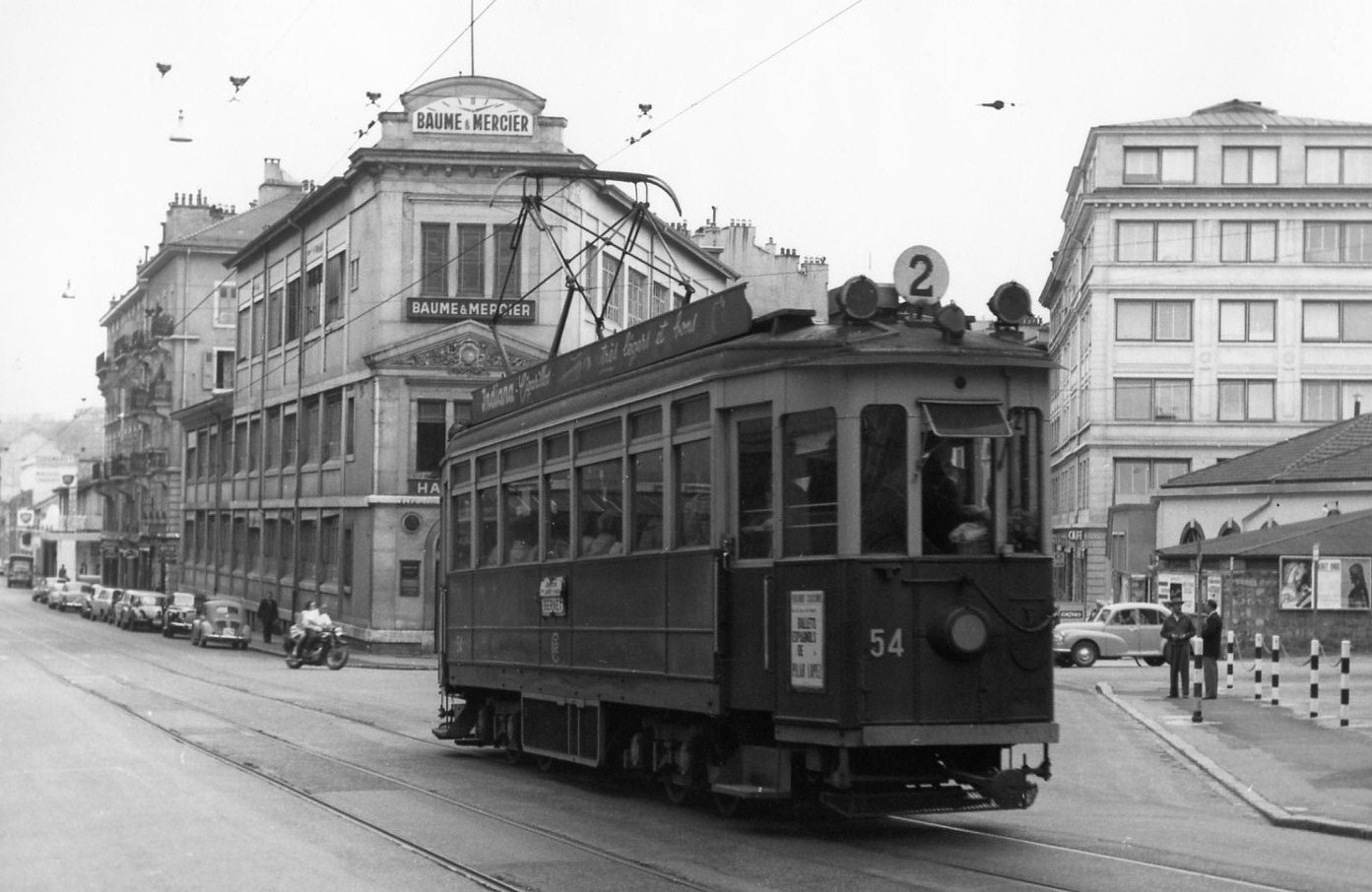
N° 54 na rua du Stand
N° 69 em  Cornavin N° 69 em  Cornavin
N° 107, 101 e 118 na Gare de Cornavin N° 107, 101 e 118 na Gare de Cornavin
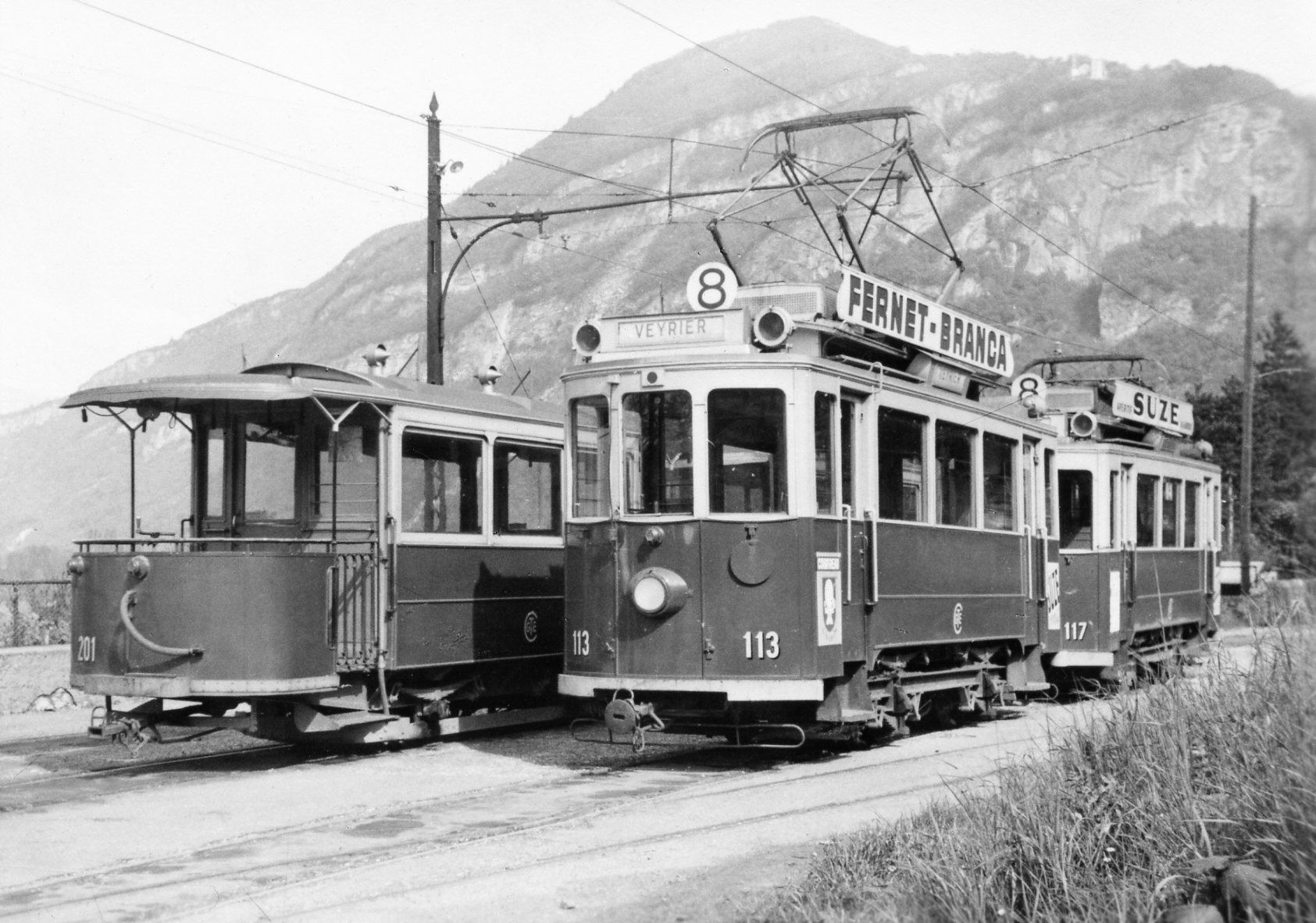
N° 113 e 117 em Veyrier
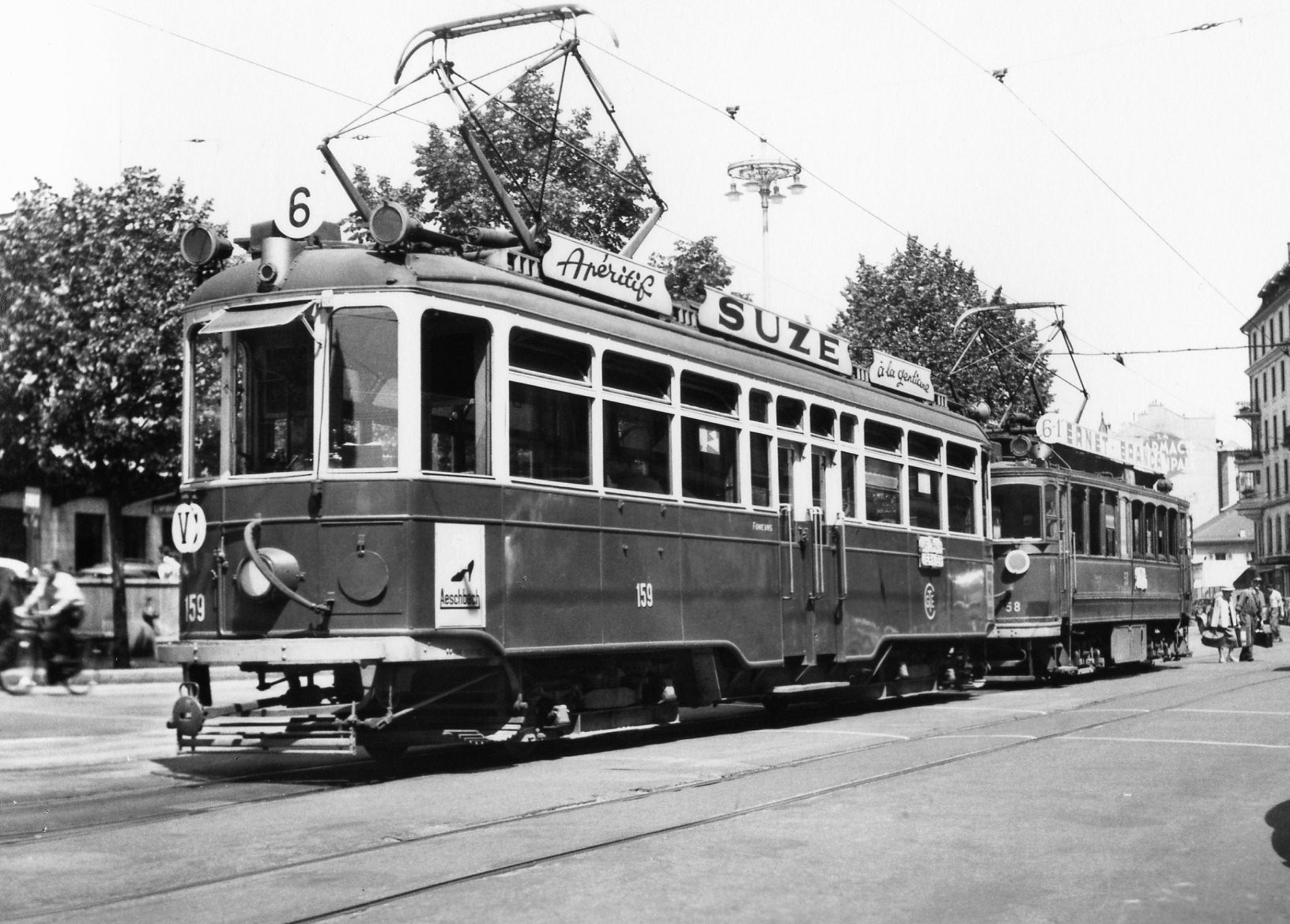
N° 159 t 158 em  Cornavin
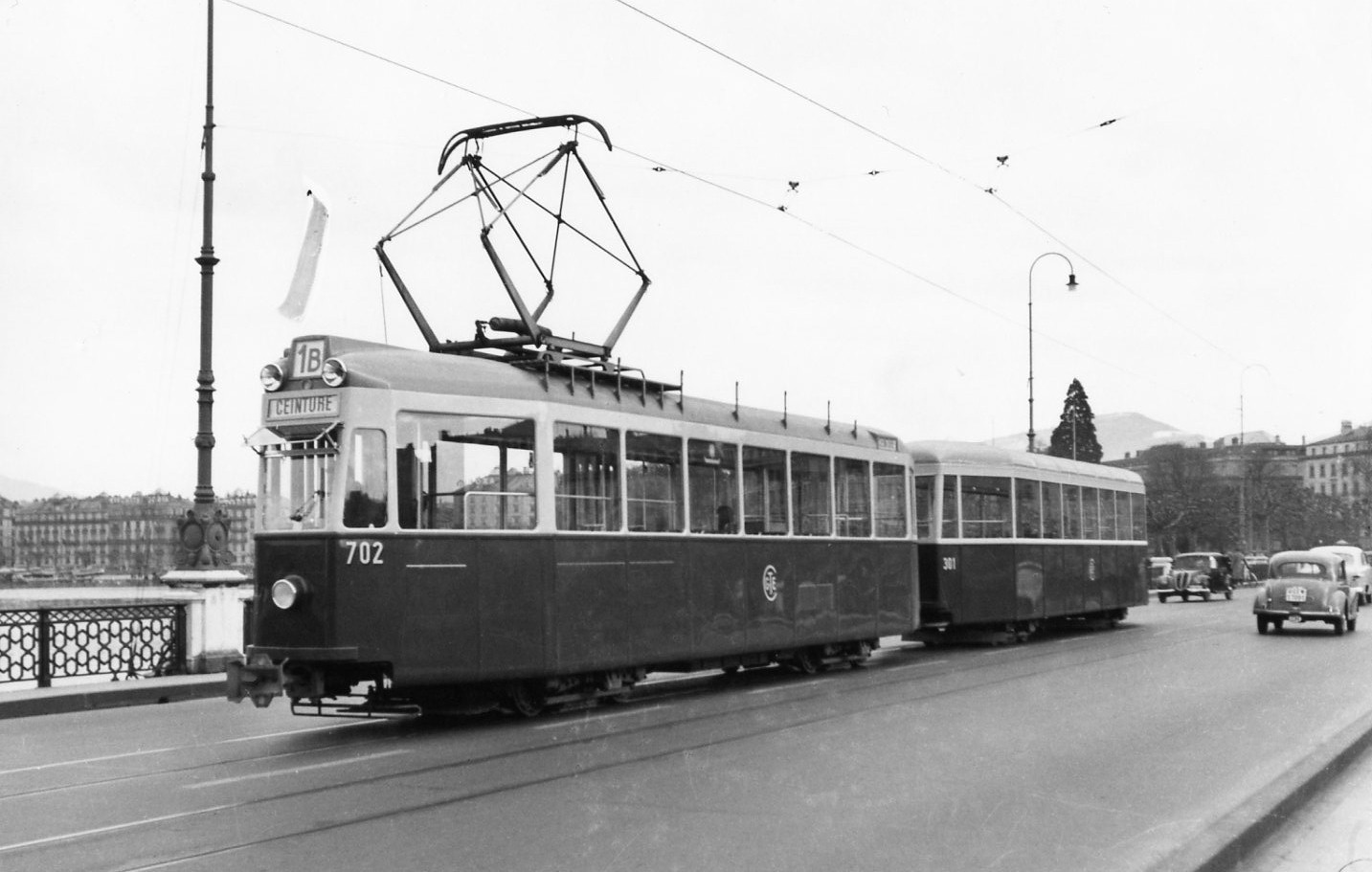
N° 702 e  reborque 301 no Pont du Mont-Blanc
N° 738 Route de Chêne N° 738 Route de Chêne
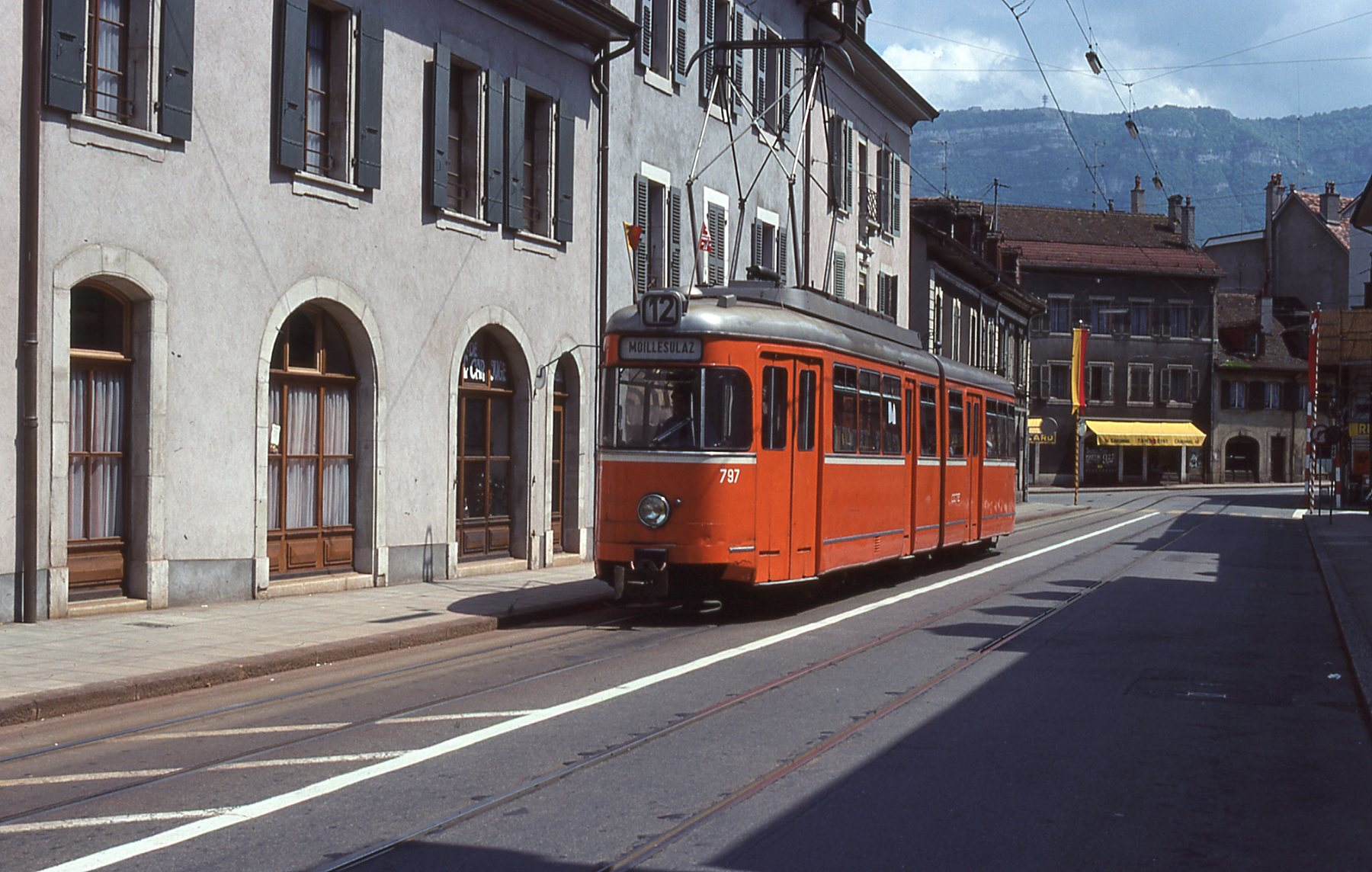
A Düwag n° 797